# Врин
Врин (романш. и нем. Vrin) — деревня и бывшая коммуна в Швейцарии, в кантоне Граубюнден. Население составляло 247 человек на 2010 год. Официальный код — 3606. 1 января 2013 года вместе с коммунами Кумбель, Деген, Лумбрайн, Мориссен, Сурауа, Виньонь и Велла вошла в состав новой коммуны Лумнеция.
Входит в состав региона Сурсельва (до 2015 года входила в округ Сурсельва).

## Географическое положение
До слияния площадь Врин составляла 71,23 км². 39,3 % территории занимают сельскохозяйственные угодья; 7,4 % — леса; 0,5 % — населённые пункты и дороги и оставшиеся 52,9 % не используются (реки, горы, ледники).

## История
Территория была колонизирована римлянами из Лумбрена в Средние века. Впервые Врин упоминается как Varin в 1208 году. Деревня стала частично принадлежать аббатству Сен-Люциус в Куре в XIII веке.

## Население
На 2010 году во Врине проживало 247 человек. В 2010 году 19,8 % населения были в возрасте до 19 лет, 51,4 % — от 20 до 64 лет, старше 65 лет были 28,7 %.
На 2000 год 4,0 % населения коммуны были немецкоязычными, 95,6 % — разговаривали на романшском языке. Было 97,2 % католиков, 1,2 % — протестантов.
Динамика численности населения коммуны по годам:
| 1850 | 1900 | 1950 | 1960 | 1970 | 1980 | 1990 | 2000 | 2010 |
| ---- | ---- | ---- | ---- | ---- | ---- | ---- | ---- | ---- |
| 466  | 366  | 441  | 393  | 333  | 266  | 251  | 249  | 247  |

На выборах 2011 года наибольшее количество голосов получила Христианско-демократическая народная партия Швейцарии (38,5 %), за Швейцарскую народную партию проголосовали 25,5 %, за Консервативную демократическую партию Швейцарии — 12,2 %, за Свободную демократическую партию Швейцарии — 17,2 %, за Социал-демократическую партию Швейцарии — 2,4 %.

## Галерея

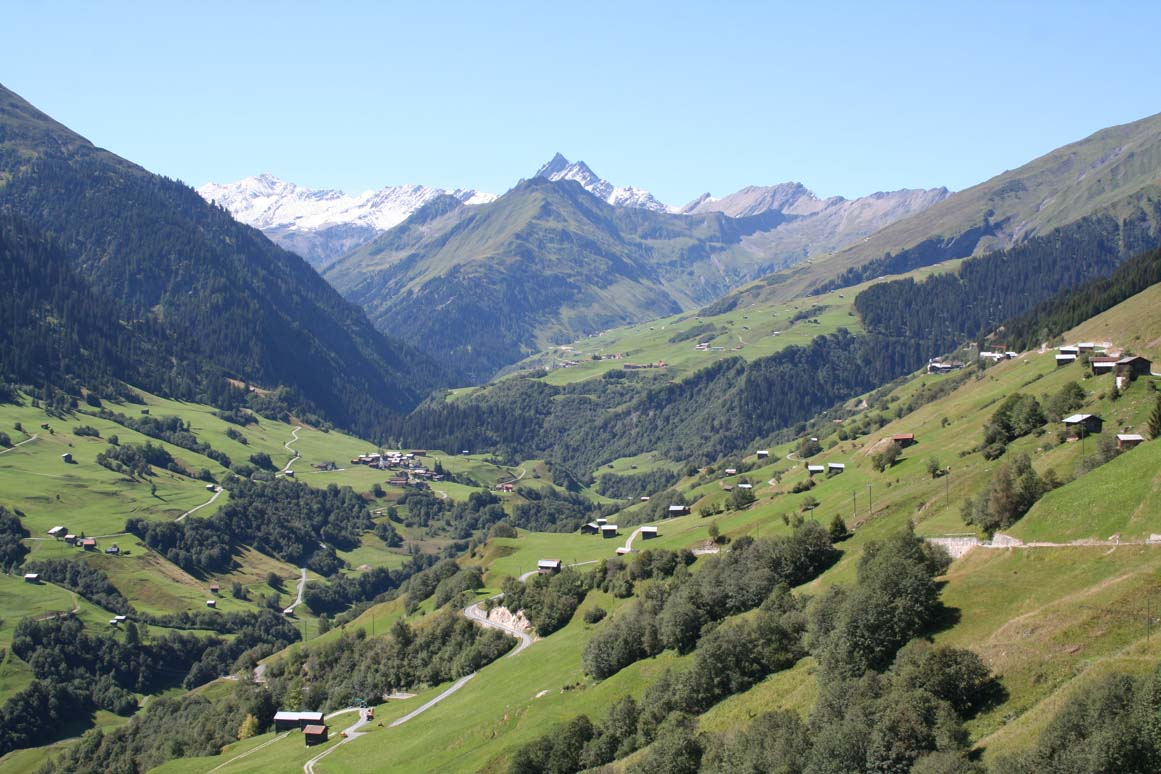
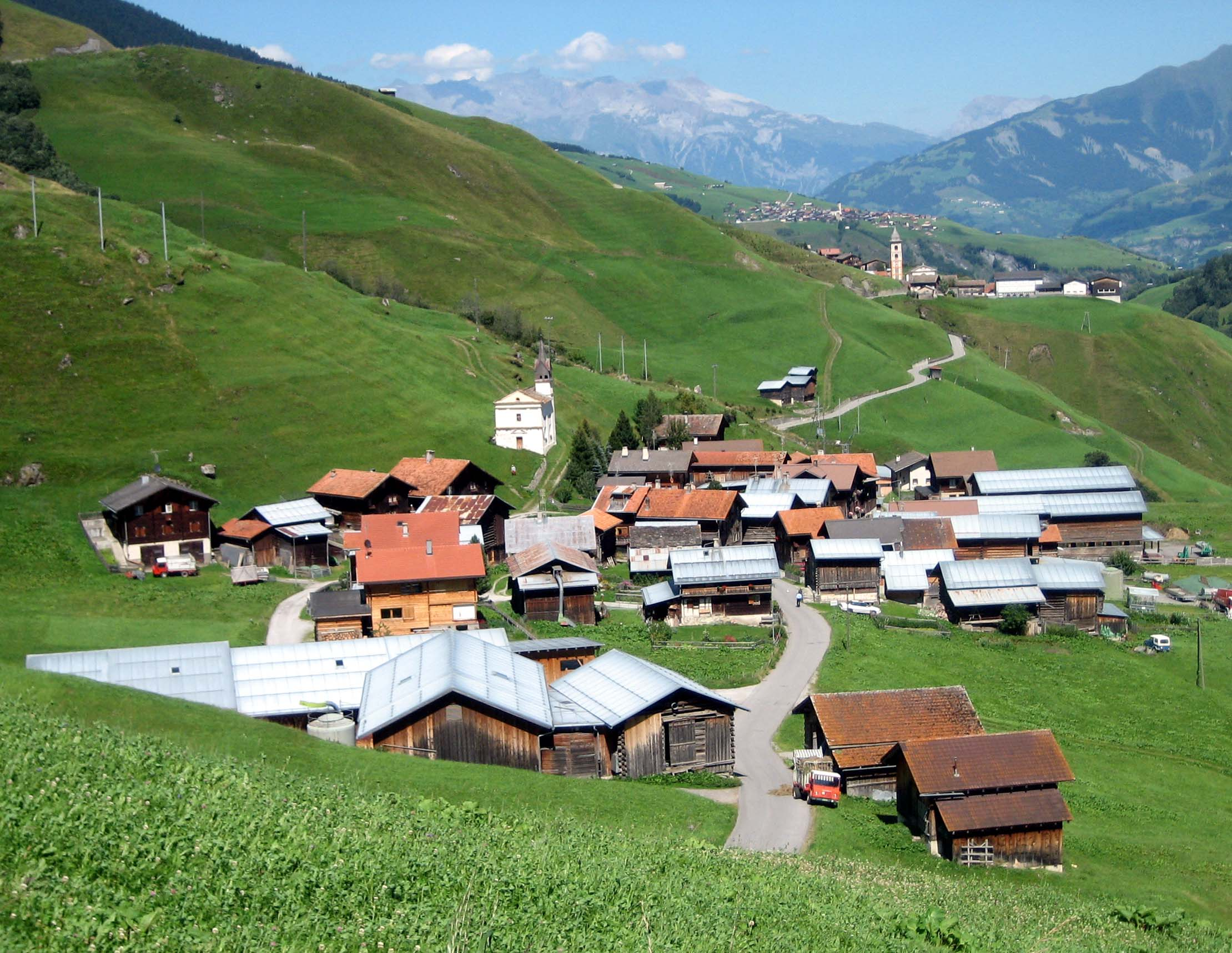